# Устя (Рівненський район)
У́стя — село Рівненського району Рівненської області, у складі Корецької міської громади, колишній центр Устянської сільської ради. Населення — 581 особа.

## Історія

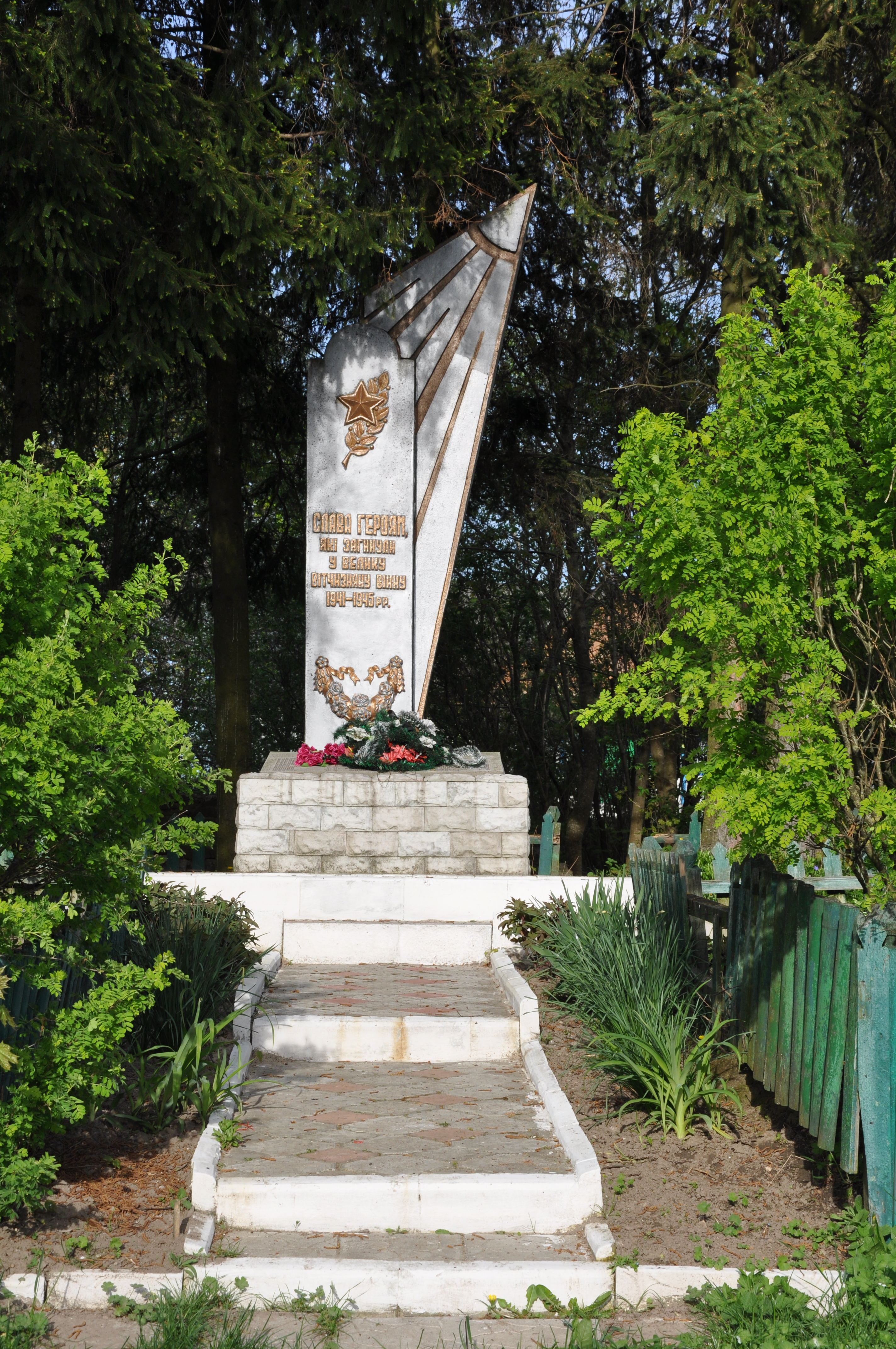
Пам'ятник воїнам-односельчанам, с. Устя,.JPG

Історія села від найдавніших часів до XIX століття
Місцевість, де розташовано село Устя, заселялось людьми з давніх часів. Про це свідчать крем'яні знаряддя праці доби палеоліту, знайдені на території села. В 1930 — х роках поблизу села велися розкопки польськими археологами (Я.Фітцке). В результаті розкопок було виявлене поселення, та курган — могильник часів Київської Русі. Очевидно, що приблизно в VI—VII століттях територія села, як і вся Рівненщина, була заселена слов'янськими племенами. Відомо, що Кореччина була прикордонням між землями волинян, які мешкали на захід від р. Горині, та древлян (на схід від Случа). Але яке саме з цих племен населяло ці землі, достеменно невідомо, оскільки розкопки проводилися недостатньо і багато стародавніх курганів залишилось нерозкопаними. До цих пір збереглися поховальні кургани біля річки Корчик, на Шопах, в лісі в урочищі Кашневищина. Відомо також, що річка Случ, яка протікає через село, була природним східним кордоном Волині. Це дає підставу твердити, що мабуть територія села входила до Волинського князівства.
З XIV століття дана територія, як і вся Волинь, знаходиться під владою Великого князівства Литовського.
У 1569 році в м. Люблін було укладено унію Великого князівства Литовського і Польським королівством, внаслідок чого утворилася нова держава — Річ Посполита. Волинь разом з Київщиною та Брацлавщиною відійшла до Польщі. Так село опинилося під владою Польщі. Жителі села, як і всі українські селяни протягом XVI століття потрапили в кріпосну залежність від польських феодалів. В 1629 році в селі було 104 дими.
Біля села є урочище Полеглище, де за народними переказами полягло багато польської шляхти та козаків. Достеменно відомо, але ці відомості цілком могли б мати місце, адже, відомо, що окремі козацькі загони заходили до Корця. Сутичка між польським та козацьким загонами могла б відбутися неподалік села.
Після національно — визвольної війни українського народу 1648—1657 років проти Польщі Волинь залишилася під Польщею.
В 1686 році було підписано Вічний мир між  Росією та Польщею. Згідно даного договору Правобережна Україна, а отже і Устя, відходила під протекторат Польщі. Так, Устя, як і вся Кореччина, ще більш як на 100 років опинилась в межах Речі Посполитої.
Після 3 — х поділів Польщі (1772, 1793, 1795), за наслідками яких вона втратила свою державність, Волинь стала частиною Російської імперії. Наприкінці XVIII століття на Правобережній Україні створено три губернії Київську, Волинську, Подільську. Наш край було включено до Волинської губернії. У Волинській губернії виділялись такі повіти: Житомирський, Новоград — Волинський, Овруцький, Рівненський, Ковельський, Луцький та інші. Такий адміністративний поділ зберігався до кінця правління російського царизму.
На території Волинської губернії було 13 міст, 134 містечок, 9682 села. Серед цих 9683 сіл було і село Устя, яке входило до складу Селищської волості Рівненського повіту. Так село Устя, як і вся Волинь, опинились під владою Росії.
 Устя в XIX — на початку XX століття (до 1917 року)
В XIX столітті село Устя належало поміщикам Зеленським і передавалось від покоління до покоління. В їх користуванні на хуторі Суконя була суконна фабрика, яка діяла з 1816 до 1845 року. Тут працювало до 30 робітників. Обсяг виробництва -475 аршинів сукна нарік. В першій половині XIX століття в селах Корецького району існувало 11 підприємств з виробництва сукна, яке переважно використовувалось для пошиття верхнього одягу.
Найбільшими були:
- Сторожівське підприємство, на якому вироблялося сукна на 3750 крб.;
- Головницьке — на 3480 крб,;
- Устянське — на 3480 крб.;
Зеленським також належав потужний водяний млин, аналогічні млини були в В.Межирічах та Сторожові. Середньорічна кількість пудів перемолу становила 36000.
Відомо, що наприкінці XIX — на початку XX століття Зеленським належало 150 десятин орної землі, 200 десятин лісу, 49 десятин лугів. В маєтку пана постійно працювало 6 наймитів.
У 1884 році було завершено будівництво церкви в їм 'я Різдва Пресвятої Богородиці. Кількість православних прихожан у 80 роках XIX століття — 533. В 1957 році приміщення церкви загорілося від попадання блискавки.
Відразу після пожежі розпочався ремонт і того ж року храм було відбудовано. Будь — яке транспортне сполучення до села було відсутнє. В     цей     період визначається, багатонаціональний     статус     села — тут мешкали не лише українці, але й поляки, чехи, євреї.
До речі, міграцію можна й тепер встановити за деякими місцевими прізвищами -Червінька, Юзвінські, Мазури і т. д.
На початку XX століття, як і раніше, абсолютна більшість населення були хліборобами. Але крім хліборобства, у селі займалися бондарством, бджільництвом, ткацтвом, ковальством.
Після Столипінської реформи багатші селяни заснували хутірські господарства, зводили нові будівлі, закладали сади, тощо, і таким чином, центр села з усіх доків доповнювався розрізненими садибами хуторами.
Освітня справа аж до наших часів була занедбаною. У XIX на початку ХХ століття лише окремі мешканці мали освіту, були грамотними. Жодного навчального закладу в селі не було аж до 20 — х років XX століття. Діти, які мали можливість навчатися (а таких було одиниці) відвідували школи або в сусідній Городниці, або в Сторожові. По — справжньому освіта розгортається лише в повоєнний час, коли тут було засновано в 1946 році неповну семирічну школу.
Устя в 1917—1945 роках.
Перша радянська окупація почалась у січні 1918 року. Після цього влада змінювалась кілька разів. У 1920 році польські війська окупували село.
Згідно Ризького мирного договору 1921 року, який був підписаний між РРФСР, УРСР і Польщею, село Устя, як і вся Кореччина, опинилась під владою Польщі.
Більшість селян жили бідно. В хатах не було підлоги, покрівля — солом'яна. Одяг в основному був самотканий з конопель і льону. Селяни платили також загальнодержавні та місцеві податки.
Польський уряд вже в 1921 році взяв напрям на колонізацію навчальних закладів. Згідно закону 1924 року українські школи закривали і на їх місці створювали двомовні  з переважанням польської мови.Така школа в 20-х роках XX століття була відкрита і в с. Устя.
В цей час в селі існував магазин (склеп), власником якого був єврей Хірік Йось. Згідно   пакту Молотова — Ріббентропа 1939 року, Червона Армія  17 вересня 1939 року перейшла радянсько — польський кордон і всю Західну Україну, яка була під Польщею-,   було включено до УРСР. Устя було включено до Ровенського повіту
У 1940 році в селі було створено колгосп ім. Леніна.
2 липня 1941 року село було окуповане німецькими загарбниками. Молодь вивозили до Німеччини на примусові роботи.
6 січня 1944 року радянські війська повернули під контроль село.
Використовуючи вдале розташування села, наявність хутірських господарств, вояки окремих загонів УПА ще до 50-х років вели боротьбу із комуністичним режимом.
 Село в 1945—1991 роках
По війні розпочинається облаштування мирного життя та «радянізація», яка була перервана Другою світовою війною. Відновлює роботу Сільська Рада, а також: йде відбудова колгоспного господарства. У 1947 році в селі уже не було жодного селянина одноосібника. Люди по — різному ставилися до колективізації. Одні охоче йшли до колгоспу, інші бажання такого не проявляли. Тому інших, хто не бажав, залучали примусово.
На початку 50-х років в хатах селян появилась електроенергія. В 1959 році побудовано клуб, будинок сільради, правління колгоспу, сільмаг, бібліотеку. А також: розширилось будівництво житлових будинків.
В результаті укрупнення колгоспів, до колгоспу ім. Леніна (пізніше перейменовано в колгосп «Заповіт Ілліча») було включено колгоспи сіл Дерманки і Франкополя. Напрям господарства колгоспу льоно — картопляний, зерновий, розвиток тваринництва, вирощування, хмелю.
За Радянської влади в результаті реформи с. Устя перебувало в складі Соснівського району д о. 1961 року, з 1961 по 1967ріку складі Березніського, з 1967 і до наших днів — Корецького району Рівненської області. Мають мешканці нашого села і нагороди за сумлінну працю та успіхи у виробництві. Так, були нагороджені: доярка Шевчук Г. М. -орденом Леніна, Мазурець М. Х. — «Знаком Пошани», тракторист Трофимчук В. П. — орденом Трудової Слави, Голос Н. Я., Гривенюк М. О., Рибак СІ., Шилан Я. Є., Захлинюк І. С. — медаллю "За трудову доблесть ".
Після Великої вітчизняної війни по — справжньому розвивається освіта. В 1946 році в селі було засновано неповну семирічну школу, яка з 1958 року стає восьмирічною, а з 1967 — повною середньою.
У 70-80 роках в селі будується баня, пилорама, їдальня, амбулаторія. При клубі розпочинає діяльність вокально — інструментальний ансамбль "Случани ".
До 90 — х років XX століття безсумнівно, що обличчя села радикально змінилося, зріс добробут селян, але чимало залишилось і нерозв'язаних проблем. В першу чергу — це дорога до районного центру, яка потребує ремонту та мости через річки Случ та Корчик. Адже, в період весняної повені околиці Закорчик та Суконя відірвані від центру, а це спричиняє багато незручностей для мешканців, особливо дітей, які пропускають заняття в школі.
Село сьогодні (1991—2003 рр.)
24 серпня 1991 року Верховна Рада УРСР ухвалила історичний документ — Акт проголошення незалежності України, отже, 24 серпня 1991 року перестала існувати УРСР, На політичній карті світу з'явилася нова незалежна держава — Україна. Верховною Радою було вирішено провести республіканський референдум на підтвердження Акта проголошення незалежності. Під час референдуму абсолютна більшість мешканців села Устя (до 90 відсотків) заявила про своє бажання бачити Україну    незалежною самостійною державою.
3 цього часу починається новий етап в житті селян.
Колгосп «Заповіт Ілліча», який змінив назву на КСП «Устянське», проіснував до 1999 року. В грудні 1999 року створено сільськогосподарський виробничий кооператив «Надслучанський». До кооперативу вступила невелика кількість колишніх колгоспників. Решта селян надали перевагу індивідуальному господарюванню.
Сьогодні в селі працюють також: декілька приватних дрібних підприємств — млин, пилорама, кафе «Юлія» та «Мира» і магазин-кафе «Берізка». В користуванні жителів села — аптека, відділення зв'язку, бібліотека, амбулаторія.
Сумно наводити сучасні статистичні дані щодо кількості населення, адже кількість мешканців села останнім часом стрімко падає.
Погляньмо на статистику, якщо в 1994 році в селі проживало 915 чоловік, то в 1995—845, 1996—833, 2003—780 чоловік.

## Кулінарія
Село має унікальний кулінарний рецепт - гречаний кисіль. Він має тверду консистенцію. Кисіль нарізали кубиками, посипали дрібною сіллю та поливали лляною олією. А коли його подавали за стіл, це ніби був натяк — трапеза закінчена.

## Сучасність
(1991—2003 рр.)
24 серпня 1991 року Верховна Рада УРСР прийняла історичний документ — Акт проголошення незалежності України, отже, 24 серпня 1991 року перестала існувати УРСР, На політичній карті світу з'явилася нова незалежна держава — Україна. Верховною Радою було вирішено провести республіканський референдум на підтвердження Акта проголошення незалежності. Під час референдуму абсолютна більшість мешканців села Устя (до 90 відсотків) заявила про своє бажання бачити Україну    незалежною самостійною державою.
3 цього часу починається новий етап в житті селян.
Колгосп «Заповіт Ілліча», який змінив назву на КСП «Устянське», проіснував до 1999 року. В грудні 1999 року створено сільськогосподарський виробничий кооператив «Надслучанський». До кооперативу вступила невелика кількість колишніх колгоспників. Решта селян надали перевагу індивідуальному господарюванню.
Сьогодні в селі працюють також: декілька приватних дрібних підприємств — млин, пилорама, кафе «Юлія» та «Мира» і магазин-кафе «Берізка». В користуванні жителів села — аптека, відділення зв'язку, бібліотека, амбулаторія.
Сумно наводити сучасні статистичні дані щодо кількості населення, адже кількість мешканців села останнім часом стрімко падає.
Погляньмо на статистику, якщо в 1994 році в селі проживало 915 чоловік, то в 1995—845, 1996—833, 2003—780 чоловік.
24.02.2019 року на зборах релігійна громада села Устя Корецького району ухвалила рішення про перехід з московського патріархату до Православної Церкви України. За таке рішення проголосували більшість присутніх на зборах.

## Відомі люди

### Народились
- Кухарчук Юрій Васильович — археолог, кандидат історичних наук.